# Declaración de los cuatro artículos
La Declaración de los Cuatro Artículos, escrita por Jacques-Bénigne Bossuet, fue adoptada en 1682 por la asamblea extraordinaria del clero del reino de Francia, convocada por Luis XIV en el conflicto entre él y el Papa Inocencio XI sobre el tema del derecho real. 

## Origen
Es el resultado de una evolución de los estados europeos hacia regímenes de monarquía absolutista y la implementación de la voluntad de los soberanos de interferir en el funcionamiento de la Iglesia en su respectivo reino. 
En Francia, este desarrollo se inició en 1438 con la publicación en Bourges de la Pragmática Sanción por parte del rey Carlos VII de Francia, sin hacer referencia al Papa donde: 
- Se proclamaba la superioridad del consejo sobre el soberano pontífice.
- Se daba control sobre el nombramiento de obispos y abades de monasterios.
- Se imponían importantes restricciones a los impuestos que Roma recaudaba sobre el clero del reino de Francia.

La Pragmática Sanción se basaba en sí misma en la teoría conciliar que había sido desarrollada especialmente por la enseñanza teológica de la Universidad de París apoyando la tesis de la superioridad de los concilios sobre el soberano pontífice. 
El Concordato de Bolonia de 1516 entre la Santa Sede y el Reino de Francia derogó y reemplazó explícitamente la Pragmática Sanción de Bourges confirmado por el contemporáneo V Concilio de Letrán.
En 1663, el Colegio de la Sorbona declaró solemnemente que no admitía ninguna autoridad del papa sobre el dominio temporal del rey, ni su superioridad sobre un concilio general, ni su infalibilidad sin el consentimiento de la Iglesia.
En 1673, el rey Luis XIV de Francia, un monarca absoluto, extendió el 'droit de régale por' todo el Reino de Francia. Había dos tipos de 'régale': 'régale temporelle' y 'régale spirituelle'.  Los reyes anteriores de Francia afirmaron el 'droit de régale' como su derecho en virtud de la supremacía de la Corona sobre todas las sedes episcopales, incluso aquellas previamente exentas de la afirmación de este derecho. Bajo Luis XIV, estas pretensiones de apropiarse de los ingresos de las sedes episcopales vacantes y de hacer nombramientos a los beneficiarios se hicieron cumplir enérgicamente. Los 'parlamentos' estaban complacidos y la mayoría de los obispos cedieron sin protestas serias; solo dos prelados, Nicolas Pavillon, obispo de Alet, y François de Caulet, obispo de Pamiers, ambos jansenistas, resistieron la invasión real. Ambos apelaron sin éxito a su arzobispo metropolitano, quien se puso del lado de Luis XIV, y apelaron al Papa Inocencio XI en 1677. 
En tres sucesivos escritos papales, Inocencio XI instó a Luis XIV a no extender el derecho a las diócesis que habían estado exentas anteriormente,  sosteniéndolas con toda su autoridad. 
Luis XIV convocó a la Asamblea de 1681 en París para considerar el 'droit de régale'. Fue presidido por François de Harlay de Champvallon, arzobispo de París, y Charles Maurice Le Tellier, arzobispo de Reims. La cuestión del 'droit de régale' se decidió rápidamente a favor del rey. Luis XIV luego les pidió que se pronunciaran sobre la autoridad del Papa y la Asamblea nuevamente se puso del lado del rey. 

## Contenido
Los cuatro artículos fueron redactados por Charles Maurice Le Tellier, arzobispo de Reims, Gilbert de Choiseul Duplessis Praslin, obispo de Tournai, y Jacques-Bénigne Bossuet, obispo de Meaux.  
La declaración define las "libertades de la Iglesia galicana", según la cual: 
- El soberano pontífice solo tiene autoridad espiritual: los príncipes, por tanto, no están sujetos a la autoridad de la Iglesia en asuntos temporales; el papa no puede juzgar a los reyes ni deponerlos; los súbditos del rey no pueden ser liberados del juramento de obediencia.
- El uso del poder papal está regulado por los cánones de la Iglesia: pero, junto a ellos, los principios y costumbres de la Iglesia Galicana que siempre han existido deben seguir vigentes.
- El concilio ecuménico, una reunión de todos los obispos de la cristiandad, toma decisiones que tienen un valor superior a las del Papa, cuya autoridad está, por tanto, limitada por la de los concilios generales;
- En materia de dogma, el Papa es infalible solo con el consentimiento de la Iglesia universal.

## Consecuencias
El espíritu y la letra de la Declaración de los Cuatro Artículos serán adoptados por muchos Estados europeos que verán en el principio de preponderancia de los Concilios, la posibilidad dada a sus soberanos de emanciparse de la tutela pontificia y de ahora en adelante ocuparse de igual a igual a la Santa Sede para la regulación de los asuntos religiosos de sus respectivos reinos mediante la firma de concordatos con la administración del Vaticano. 
En el punto álgido del conflicto, el Papa Inocencio XI señaló al embajador francés que: 

si les conciles sont supérieurs aux papes qui tirent leur pouvoir de Dieu, les états généraux devraient avoir loisir de formuler la même revendication à l'encontre du roi
si los concilios son superiores a los papas que reciben su poder de Dios, los estados generales deberían ser libres de formular la misma reclamación contra el rey

Frase profética, apenas un siglo antes de la Revolución francesa.